# 端月监藏
端月监藏（藏文拼音don-yod-rgyal-mtshan，？—？）藏族，甘肃河州人，属于萨迦昆氏家族，是元末明初藏传佛教僧人。

## 生平
“端月监藏”在藏语中意为“不空幢”。《河州志》称其为“韩端月监藏”，并称明朝洪武六年（1373年）他和胞弟韩哈麻率部归顺明朝，奉旨在金佛寺说法。《明实录》则载，洪武六年十月，“阿撒捏公寺住持僧端月监藏乞降护持，从之。敕曰：‘……尔番僧端月监藏修行有年，今来朝京师，特赐敕护持。凡云游、坐禅一听所向，以此为信……’端月监藏又请收集散亡之民。廷议以事属有司不许。”《安多政教史》则称“仲哇端月监藏”从明朝皇帝处取得了帝师的封诰（见下文）。《安多政教史》所载的“仲哇端月监藏”即端月监藏，且其中所称的获得帝师封诰实际应为《明实录》所载的“赐敕护持”。
洪武二十五年（1392年），端月监藏在今临夏县韩集镇兴建普纲寺。《明实录》洪武二十六年三月条：“立西宁僧纲司，以僧三剌为都纲。河州卫汉僧纲司，以故元国师魏失剌监藏为都纲；河州卫番僧纲司，以僧月监藏为都纲。”此处的“月监藏”应为“端月监藏”。
《安多政教史》称端月监藏为“仲哇端月监藏”，并称：“韩家新寺的韩仓是怙主八思巴侄子大小两达温中之小者，仲哇端月监藏巴从大明皇帝取得了帝师的封诰，在河州地方修建寺院，命名为韩家寺。”在达温的传记中则说“仲巴·贡波僧格（drang-po-mgon-po-seng-ge）在韩地方修建了寺院，他们进行喇嘛与官人结合的统治。”又称“韩家旧寺有韩达温成就者的灵塔。”“达温”又译“大元”，可能为“大元国师”之类封号之简称。此处的“达温”与仲巴·贡波僧格是同一个人。根据《安多政教史》的上述记载，仲巴·贡波僧格在韩地方修建了韩家旧寺，而仲哇端月监藏则创立了韩家新寺，韩家新寺即汉文史书中的普纲寺。《安多政教史》中虽未弄清新旧两座韩家寺的渊源，但却说明端月监藏属于西藏的萨迦昆氏家族，为元朝帝师八思巴的侄辈。元朝极力崇信萨迦派，昆氏家族成员多有迁居安多创立地区性政教合一统治者，临夏韩家便为其中的一支，而端月监藏就是临夏韩家的成员。到明朝初年，临夏韩家的家族势力依然维持。所以，端月监藏才能获授河州卫番僧纲司都纲。
端月监藏是河州的珍珠族韩土司的始祖，有汉姓“韩”。端月监藏圆寂后，由其侄子领占巴继承。